# Repülők, vonatok, automobilok
A Repülők, vonatok, automobilok (eredeti cím: Planes, Trains and Automobiles) 1987-ben bemutatott amerikai filmvígjáték, amelynek forgatókönyvírója, producere és rendezője John Hughes. Az élőszereplős játékfilm zeneszerzője Ira Newborn. A film főszereplője Steve Martin (Neal Page), aki egy sikeres New York-i reklámszakembert és John Candy (Del Griffith), aki egy örök optimista, túlságosan beszédes és ügyetlen függönykarika-ügynököt alakít. Történetük egy három napos kalandról szól, melyben megpróbálják Nealt hazajuttatni Chicagóba, hogy együtt tölthesse családjával a Hálaadás estéjét.
Amerikában 1987. november 25-én mutatták be a mozikban. Magyarországon 1991-ben adták ki VHS-en

## Cselekmény

Del Griffin és Neal Page filmbeli útvonala

Neal Page a családja Hálaadás-napi ünnepére igyekszik Chicagóba egy New York-i üzleti tárgyalás után. Útját mára kezdetektől fogva kudarcok kísérik, amikor összetalálkozik Del Griffith-szel, egy utazó, függönykarikákat árusító ügynökkel. Első alkalommal az ügynök járdán hagyott csomagjába botolva Neal elszalaszt egy taxit. Pár perccel később Nealnek sikerül egy ügyvédtől megvásárolnia egy leintett taxit, melyet Del hirtelen elcsíp az orra elől. Később véletlenül újra egymásba botlanak, és baklövésekkel teli kalandokba bonyolódnak, miközben azon igyekeznek, hogy Neil eljusson családjához. A LaGuardia-tól az O’Hare repülőtérre tartó gépüket a chicagói hóvihar miatt a kansasi Wichitába irányítják. A wichitai landolás után pár órával a hóvihar hamarosan eláll. Minden közlekedési eszközzel (vonat, autóbusz, bérelt gépkocsi) csődöt mondanak, így az eredetileg 1 óra és 45 perces repülőút egy három napos kalanddá bővül. A dolgokat bonyolítja, hogy a wichitai motel (szálláshely)szobából egy betörő több mint 1000 dollárt lop el a két férfitől.
Neal folyamatosan kifakad Delre, őt okolva a szerencsétlenségek többségéért, köztük az első esti lopásért is. Dühöngése nem indokolatlan, mivel Del gondatlanul egy égő cigarettacsikket dob a bérelt kocsijuk hátsó ülésére, felgyújtva az egész autót. Del viszont elbizakodottnak és idegesen cinikusnak nevezi Nealt, aki szerinte fél önmaga lenni. A heves vitázás után a két férfi között kötelék alakul ki, és Neal végül leküzdi arroganciáját. Összefognak, hogy hazajussanak Chicagóba. Ennek érdekében Delnek sikerül pénzt szereznie úgy, hogy a függönykarikákat fülbevalóként árusítja.
Chicagóba érve a két férfi különválik, és elindulnak családjaikhoz. A búcsúzás után Nealnek azonban szöget üt a fejébe egy-két apróság, majd arra a következtetésre jut, hogy Del, aki gyakran emlegette feleségét, és a motelszobákban a nő képével aludt, de valójában egyedül él, és az ünnepet is egyedül tölti. Ezért visszamegy elválásuk színhelyére, az állomásra, ott meg is találja az ügynököt. Del bevallja, hogy felesége, Marie már nyolc éve halott, és azóta nincs állandó lakhelye sem. Neal megsajnálja az embert, aki minden igyekezetével azon volt, hogy ő hazajuthasson, illetve segített neki, hogy jobb ember lehessen, ezért meghívja saját családjához a Hálaadásnapi vacsorára. A film Neal családjának körében ér véget, amikor a férj hazatér a rokonsághoz, bemutatva nekik Delt, mint újdonsült barátját.

## Szereplők

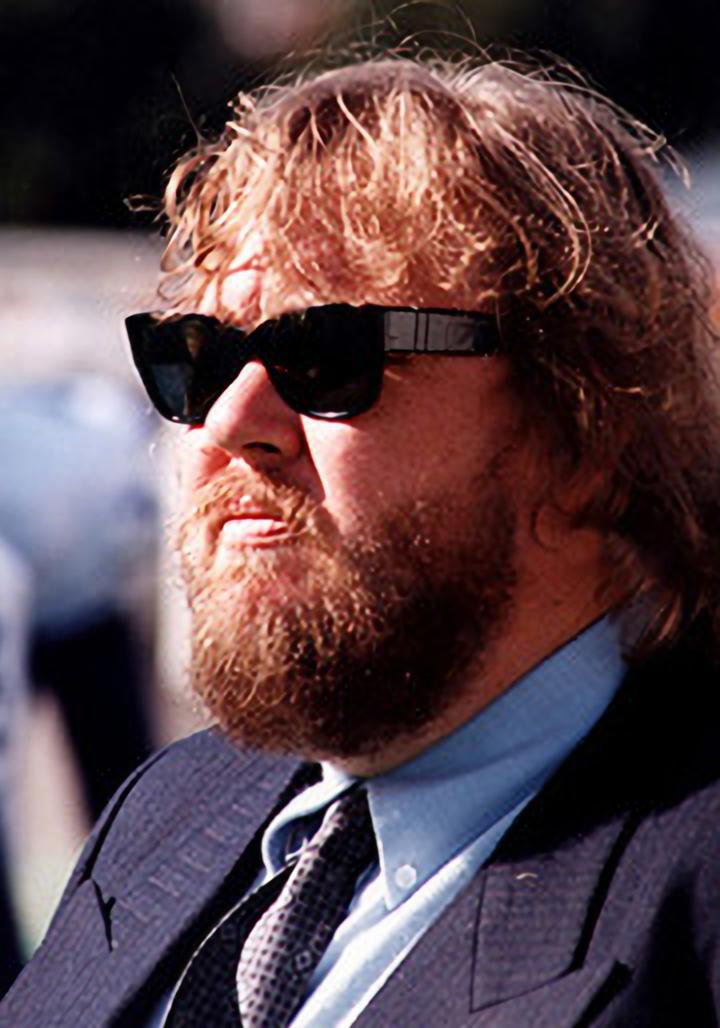
John Candy 1993-ban

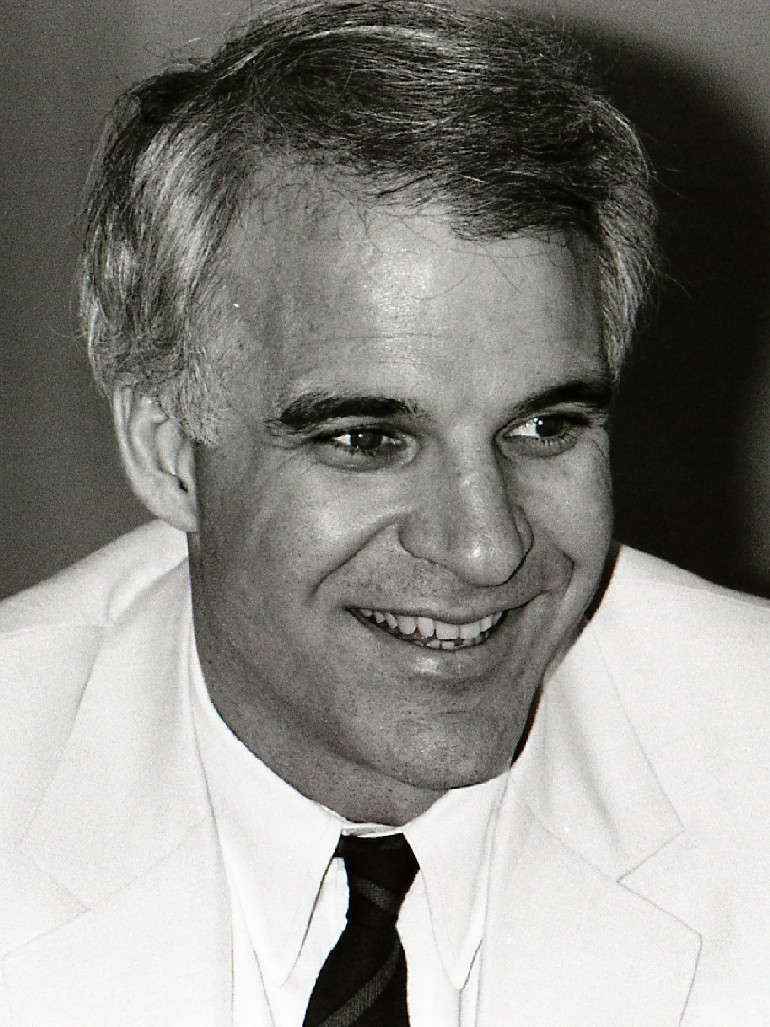
Steve Martin 1982-ben

| Szereplő                       | Színész              | Magyar hang     |
| ------------------------------ | -------------------- | --------------- |
| Neal Page                      | Steve Martin         | Fülöp Zsigmond  |
| Del Griffith                   | John Candy           | Kránitz Lajos   |
| Susan Page                     | Laila Robins         | Spilák Klára    |
| Állami rendőr                  | Michael McKean       | Uri István      |
| New York-i ügyvéd              | Nicholas Wyman       | Uri István      |
| Marti Page                     | Olivia Burnette      | Simonyi Piroska |
| Az ifjabb Neal Page            | Matthew Lawrence     | Simonyi Balázs  |
| John                           | Lyman Ward           | Melis Gábor     |
| Bemondó a wichitai repülőtéren | Ben Stein            | Melis Gábor     |
| Taxiért versenyző              | Kevin Bacon          | nem szólal meg  |
| New York-i taxisofőr           | Gaetano Lisi         | N/A             |
| Stewardess                     | Diana Castle         | Kiss Erika      |
| Larry, férfi a repülőn         | Larry Ludwig         | Barbinek Péter  |
| TV- és Rádióbemondó            | N/A                  | Barbinek Péter  |
| Buszvezető                     | N/A                  | Barbinek Péter  |
| Doobie                         | Larry Hankin         | Soós László     |
| Gus Mooney                     | Charles Tyner        | Somogyvári Pál  |
| Martin Page                    | George Petrie        | Somogyvári Pál  |
| Tolvaj a motelben              | Gary Riley           | nem szólal meg  |
| Pincérnő                       | Susan Kellermann     | nem szólal meg  |
| Owen Dylan Baker               | Dylan Baker          | Felföldi László |
| Owen felesége                  | Lulie Newcomb        | nem szólal meg  |
| Szerelmes a buszon             | Andrew J. Hentz      | Rékasi Károly   |
| Autókölcsönzős                 | Edie McClurg         | Némedi Mari     |
| Reptéri hangosbemondó [hang]   | N/A                  | Némedi Mari     |
| Taxi diszpécser                | John Randolph Jones  | Hollósi Frigyes |
| Kiabáló sofőr                  | John Moio            | Csikos Gábor    |
| A kiabáló sofőr felesége       | Victoria Vanderkloot | N/A             |
| Motel alkalmazott              | Martin Ferrero       | Rajhona Ádám    |
| Joy Page                       | Carol Bruce          | N/A             |
| Peg                            | Diana Douglas        | N/A             |
| Walt                           | Richard Herd         | N/A             |
| Bryant                         | William Windom       | N/A             |
| Kalauz                         | N/A                  | Halmágyi Sándor |

## Gyártás
Egy 1987-es interjúban John Hughes azt állította, hogy a filmet egy valóban megtörtént utazás ihlette, amikor Chicagóból New Yorkba utazott. Még aznap este vissza kellett volna térnie, de kénytelen volt Wichitában maradni, és így csak öt nap múlva ért haza.
Hughes több mint 180 000 m anyagot forgatott, ami majdnem kétszerese a filmipari átlagnak. Állítólag létezik egy háromórás változata a filmnek, melynek feldolgozásához Hughes szerint hónapok és évek kellettek volna. A felesleges anyagot a Paramountnál őrzik, és a rendező szerint (aki 2009-ben hunyt el) valószínűleg az anyaga is megromlott már.
Egyetlen szállítási társaság sem akart rossz fényben feltűnni a filmben, ezért a stábnak 32 km vasúti pályát kellett bérelnie, amelyen régi, felújított vagonok közlekedtek. Egy repülőtéri várótermet is ki kellett alakítaniuk, illetve egy autókölcsönző egyenruháit, logóját is meg kellett tervezniük. Az autókölcsönzős jelenethez 250 gépkocsit béreltek. A wichitai reptér belső terét egy Los Angeles-i stúdióban alakították ki.
Hughes eredetileg az Illinois állambeli Kankakee városát választotta ki néhány jelenet helyszínéül, azonban a hó hiánya miatt változtatniuk kellett. A gyártáskor a téli időjárás olyan enyhe volt, hogy a stáb nem tudott hókészítő eszközöket használni. Míg a készítők és a színészek hidegebb időre vártak, egy Kankakee melletti elhagyott raktárban leforgattak néhány belső jelenetet. Végül a stáb Buffalo mellett döntött, ahol leforgatták a havas részeket.
Kankakee elöljárói, akik a filmkészítőkkel együtt dolgoztak, lázasan igyekeztek, hogy a stábot a városban tartsák, amíg a hidegebb időjárás megérkezik. A hoteljelenet, ahol a két főszereplő egy ágyon osztozik, ebben a várakozási időszakban készült a közeli Braidwoodban.
A hotel, melynek falát Steve Martin és John Candy a bérelt autóval összetörték az Illinois-i Gurnee-ben, a 41-es országút mellett található. Jelenleg modern lakások vannak benne.
A film R-es besorolást (Restricted) kapott az Amerikai Mozgókép Szövetségtől (MPAA), ami azt jelenti, hogy a film 17 éven aluliak számára csak nagykorú felügyelete mellett ajánlott. A besorolást az autókölcsönzős jelenet miatt kapta a film. A jelenetben Steve Martin kifakad a kölcsönző ügynökére (Edie McClurg), és 18-szor használja a „fuck” kifejezést (magyar szinkronos változatban: „kurva”). A jelenet végén az ügynök így válaszol a főszereplő átkozódására, amikor kiderül, hogy nincs meg a kölcsönzési utalványa: „Kurva nagy gubanc.” Az Egyesült Államok az egyetlen ország, ahol ilyen besorolást kapott a film, máshol (pl. Kanadában, Új-Zélandon) PG besorolást kapott.
A bérelt autó egy 1986-os Chrysler LeBaron volt, melyet a filmhez több ponton is átalakítottak.

## Fogadtatás
A film látványos változást hozott az addigi John Hughes alkotásokhoz képest. A kritikák jól fogadták az addig tinédzserfilm-rendezőként számon tartott Hughes új filmjét. Gene Siskel filmkritikus John Candy alakítását dicsérte. A film kasszasiker lett, csak az Egyesült Államokban több mint 49 500 000 dollárt hozott készítőinek. A Rotten Tomatoes 49 szavazat alapján 94%-ot adott a filmnek, és Roger Ebert beválasztotta a Legjobb Filmek válogatásába.

## Házi média
2000-ben a film egyszerű változatát DVD-n is kiadták, majd 2009-ben, Those Aren't Pillows (Azok nem párnák) című különkiadás is piacra került. Blu-ray-en 2011 szeptembere óta lehet megvásárolni a filmet.

## Zene
A Planes, Trains and Automobiles című filmzenei album egy rock and rollt, countryt és popot tartalmazó album. Az 1987-ben kiadott albumon a következő számok hallhatóak:
1. I Can Take Anything – ETA, Steve Martin és John Candy – 3:46
2. BA-NA-NA-BAM-BOO – Westworld – 2:58
3. I'll Show You Something Special – Balaam and the Angel – 3:28
4. Modigliani („Lost in Your Eyes”) – Book of Love – 3:53
5. Power to Believe – The Dream Academy – 5:13
6. Six Days on the Road – Steve Earle & The Dukes – 3:06
7. Gonna Move – Dave Edmunds – 3:32
8. Back in Baby's Arms – Emmylou Harris – 2:02
9. Red River Rock – Silicon Teens – 3:26
10. Wheels – Stars of Heaven – 3:08